# Князькин, Иван Петрович
Иван Петрович Князькин (3 июня 1922 года, село Старо-Малыкла, Мелекесский уезд, Самарская губерния — 12 октября 1989 года, Челябинск) — газосварщик Челябинского тракторного завода имени В. И. Ленина Министерства тракторного и сельскохозяйственного машиностроения СССР. Герой Социалистического Труда (1971).

## Биография
Родился в 1922 году в крестьянской семье в селе Старо-Малыкла (сегодня — Ново-Малыклинский район Ульяновской области) Самарской губернии. Окончил сельскую школу. С 1940 года трудился учеником слесаря в опытном цехе, слесарем-жестянщиком, электросварщиком, газосварщиком в холодноштамповочном цехе Челябинского тракторного завода.
Одним из первых на заводе использовал новые методы сварки, которые разрабатывал Институт электросварки имени Е. О. Патона. Внёс несколько рационализаторских предложений в своей работе, в результате чего значительно увеличилась производительность труда. Стал инициатором заводского социалистического соревнования за ускоренное освоение производства деталей для нового трактора Т-13. За годы Восьмой пятилетки (1965—1970) выполнил восемь годовых плановых производственных заданий. Указом Президиума Верховного Совета СССР (неопубликованным) от 5 апреля 1971 года «за особые заслуги в выполнении заданий пятилетнего плана по развитию тракторного и сельскохозяйственного машиностроения и достижение высоких производственных показателей» удостоен звания Героя Социалистического Труда с вручением ордена Ленина и золотой медали Серп и Молот.
Был наставником рабочей молодёжи. Воспитал полного кавалера Ордена Трудовой Славы Анатолия Криницына.
С 1977 года — наладчик сварочного оборудования на Челябинском тракторном заводе.
Проработал на Челябинском тракторном заводе около 43 лет.
После выхода на пенсию в 1983 году проживал в Челябинске, где скончался в 1989 году.
Награды
- Герой Социалистического Труда
- Орден Ленина
- Орден Трудового Красного Знамени (05.08.1966)